# Stribet løn
Stribet løn (Acer pensylvanicum) er et mellemstort, løvfældende træ. Barken er grågrøn med rent hvide striber, og løvet bliver guldgult om efteråret. Af disse grunde bliver arten plantet i haver og parker.

## Beskrivelse
Stribet løn er et mellemstort, løvfældende træ. Væksten er åben med opstigende unge grene og mere vandrette, ældre grene. Barken er først glat og olivenbrun på lyssiden, men rent grøn på skyggesiden. Senere bliver den grågrøn med rent hvide striber. Gamle grene og stammer får rødbrun, opsprækkende bark. 
Knopperne sidder modsat, de er mørkerøde-gulbrune, og de har kun to skæl. Bladene er runde til næsten firkantede med tre trekantede lapper og en skarpt savtakket rand. Oversiden er skinnende græsgrøn, mens undersiden er lyst grågrøn. Høstfarven er guldgul. 
Blomstringen sker under løvspringet, hvor de klokkeformede, gulgrønne blomster sidder i hængende klaser. Frugterne er vingede med krumme vinger. De modner kun sjældent her i landet.
Rodnettet består af fladt udbredte og tæt forgrenede hovedrødder. Træet har pionerkarakter og er hurtigtvoksende, men kortlevende.
Højde x bredde og årlig tilvækst: 12 x 8 m (25 x 20 cm/år). Disse mål kan fx anvendes, når arten udplantes.

## Hjemsted
Stribet løn optræder som pionertræ og indgår derefter som underetage i de blandede løvskove i det østlige USA og Canada. 
I de løvfældende skove i Acadia National Park, som ligger i Maine, USA, vokser arten i vådområder, på bjergtoppe og klipper sammen med bl.a. skyggeblomst, thuja, amerikansk asp, amerikansk bøg, amerikansk skovstjerne, Aralia nudicaulis (en urteagtig art af Aralie), canadisk diervilla, canadisk hønsebær, Clintonia borealis (en art i Lilje-familien), druehyld, gulbirk, hvidask, julebregne, lav blåbær, nedliggende bjergte, papirbirk, pennsylvansk weichsel, Polygonatum pubescens (en art af konval), rødeg, rødløn, smalbladet kalmia, storbladet asters, sukkerløn, tandet asp, trebladet gyldentråd, virginsk hæg og weymouthfyr
| Portal | Portal:Botanik |

## Note
1. ↑  US-parks.com: Acadia National Park – Common Native Plants Arkiveret 12. august 2012 hos  Wayback Machine En oversigt over de almindeligste, hjemmehørende planter i Acadia nationalparken (engelsk)